# Batkivți, Ostroh
Batkivți (în ucraineană Батьківці) este un sat în comuna Kuteanka din raionul Ostroh, regiunea Rivne, Ucraina.

## Demografie
Componența lingvistică a localității Batkivți
     Ucraineană (100%)
Conform recensământului din 2001, toată populația localității Batkivți era vorbitoare de ucraineană (100%).